# Kosmochloor
Het mineraal kosmochloor is een natrium-chroom-inosilicaat, een verbinding van twee inosilicaationen met natrium en chroom met de molecuulformule NaCrSi2O6. Het is een pyroxeen. Het is doorzichtig tot doorschijnend, het is smaragdgroen, het heeft een lichtgroene streepkleur en een glasglans. Het heeft een monoklien kristalstelsel en de splijting is goed volgens kristalvlak [110]. Het heeft een massadichtheid van 3,6 kg/dm3, de hardheid is 6 tot 7 en het mineraal is niet radioactief. Kosmochloor is geen algemeen pyroxeen, maar wordt onder andere in serpentiniet gevonden.